# عدم الراحة في المساء
عدم الراحة في المساء وتُعرَف نُسختها العربية بعنوان قلق الأمسيات (بالإنجليزية: The Discomfort of Evining)‏ وهي رواية هولندية مترجمة إلى الإنجليزية للروائية والشاعرة الهولندية ماريكا لوكاس رينيفيلد. صدرت باللغة الهولندية في 2018 وتصدرت مبيعات الكتب في هولندا فور نشرها. في 26 أغسطس 2020 فازت الرواية بجائزة مان بوكر الأدبية العالمية عن فئة الترجمة، وتُرجمت في العام نفسه إلى اللغة العربية. ونالت جائزة ليبريس الأدبية في هولندا 2019.
تُعد الرواية أول رواية للكاتبة الشابة، وهي تعكس حياتها الشخصية، إذ تحكي قصة فتاة في العاشرة من العمر تعيش مع عائلتها في مزرعة بالريف الهولندي، تواجه اختفاء أخيها في ليلة شتوية، ثم تدعو عليه غاضبة فلا يعود أبدًا. تتناول الرواية الفقد والحزن والتشدد الديني في محيط قروي مغلق، ونظرًا لتشابه الرواية مع حياة الكاتبة الشخصية، نظر إليها باعتبارها سيرة ذاتية مكتوبة بتصرف حول نشأتها. ترجمت الرواية إلى اللغات الإنجليزية والألمانية والإيطالية والفرنسية والأسبانية.